# 牙买加协定
牙买加协定（Jamaica Accords）指布雷顿森林体系和史密森协定相继崩溃之后，1976年国际货币基金组织的“国际货币制度临时委员会”在牙买加首都金斯敦的会议上达成的国际货币制度的新协定。1978年4月生效。

## 协定的主要内容
1. 取消汇率平价和美元中心汇率，确认浮动汇率制，成员国自行选择汇率制度；
2. 取消黄金官价，黄金去货币化，按照市价自由交易，取消各成员国与国际货币基金组织的各方之间用黄金清算的义务；
3. 增加成员国的基金缴纳份额，由292亿特别提款权提高到390亿特别提款权，主要是指石油输出国组织的成员国；
4. 特别提款权可以在成员国之间自由交易，国际货币基金组织的账户资产一律用特别提款权表示。

## 协定的意义
- 法律性地认可了早已出现的黄金停止兑换、汇率自由浮动